# エアポート/タービュランス
『エアポート/タービュランス』（原題：Storm Seekers）は、アメリカ合衆国・カナダのテレビ映画。

## キャスト
| 役名       | 俳優                     | 日本語吹替     |
| ---------- | ------------------------ | -------------- |
| リア       | ダリル・ハンナ           | 石塚理恵       |
| ライアン   | ディラン・ニール         | てらそままさき |
| ヘンリー   | バークレイ・ホープ       | 黒澤剛史       |
| ジョンソン | グウィニス・ウォルシュ   | 加納千秋       |
| トミー     | テリー・チェン           | 田坂浩樹       |
| マカフィー | マッケンジー・グレイ     | 木下浩之       |
| イーライ   | ウィリアム・マクドナルド | 横堀悦夫       |

- その他の声の吹き替え：須藤翔／古宮吾一／篠原千佳／安藤瞳